# 보은 속리산 망개나무
보은 속리산 망개나무(報恩 俗離山 망개나무)는 충청북도 보은군 속리산면 사내리에 있다. 1968년 6월 27일 대한민국의 천연기념물 제207호로 지정되었다.

## 개요
망개나무는 우리 나라와 중국, 일본 등에 드물게 자라는 희귀종으로, 황색단풍이 매우 아름답고 대체로 따뜻한 곳에서 자란다. 번식력이 매우 약하나 한번 싹을 틔우면 잘 자라난다. 잎이 길고 타원형이며 꽃은 6월에 황색으로 피어난다. 열매는 타원형으로 8월에 붉게 익는다.
보은 속리산의 망개나무는 나이가 약 300살 정도로 추정되며, 높이 13.6m, 가슴높이 둘레 1.31m이다. 속리산에서 처음 천연기념물로 지정되었던 망개나무는 가지를 만지면 아들을 낳는다는 잘못 알려진 믿음 때문에 많은 사람들이 가지를 꺾어 말라죽었고, 지금은 냇가에서 자라는 망개나무를 대신 지정하게 되었다.
망개나무는 번식력이 약하여 희귀수종에 속하며, 보은 속리산의 망개나무는 우리나라에서 자라는 망개나무 가운데 가장 큰 것 중의 하나이므로 생물학적 보존가치가 높아 천연기념물로 지정하여 보호하고 있다.

## 같이 보기
- 망개나무

## 참고 자료
- 보은 속리산 망개나무 - 국가유산청 국가유산포털